# Azocarmin G
Azocarmin G (systematische Bezeichnung nach Colour Index Acid Red 101) ist ein roter Farbstoff aus der Gruppe der Säurefarbstoffe und der Rosinduline. Er wird vor allem in der Mikroskopie eingesetzt.
Mitunter findet man in der Literatur für diesen Farbstoff auch die Bezeichnung Rosindulin, wobei jedoch meist die unsulfierte Stammverbindung mit einer unsubstituierten Aminogruppe so bezeichnet wird. Der Farbstoff hat keinen Bezug zu Karmin. 

## Verwendung
In der Mikroskopie werden biologische Präparate mit Azocarmin G eingefärbt. Histologisch werden Azocarmin G (kurz Az) und Anilinblau (An) als Azan-Färbung zur Unterscheidung von Zellen und der umgebenden Matrix benutzt. 
Der Farbstoff wurde als Modellsubstanz bei der Untersuchung von Methoden zur Abwasserreinigung verwendet.

## Verwandte Verbindungen

Strukturformel von Azocarmin B

Neben Azocarmin G gibt es auch das Azocarmin B, das über eine verbesserte Wasserlöslichkeit verfügt.
Azocarmin G ist ein Vertreter der Rosinduline. Durch Variation des Substituents an der Aminogruppe ergibt sich eine große Anzahl chemischer Verbindungen, die eingängig von Friedrich Kehrmann untersucht wurden.

## Externe Links zu erwähnten Verbindungen
1. ↑  Externe Identifikatoren von bzw. Datenbank-Links zu Azocarmin B:  CAS-Nr.: 25360-72-9, EG-Nr.: 246-897-4, ECHA-InfoCard: 100.042.620, PubChem: 6099365, ChemSpider: 3578780, Wikidata: Q27159446.